# Planodema griseolineata
Planodema griseolineata är en skalbaggsart som först beskrevs av Stefan von Breuning 1939.  Planodema griseolineata ingår i släktet Planodema och familjen långhorningar. Inga underarter finns listade i Catalogue of Life.